# Giải bóng đá hạng tư quốc gia Cộng hòa Síp 2014–15
Giải bóng đá hạng tư quốc gia Cộng hòa Síp 2014–15 là mùa giải thứ 30 của giải bóng đá hạng tư Cộng hòa Síp. Alki Oroklini giành danh hiệu đầu tiên. Mùa giải 2014–15 là mùa cuối cùng của Giải bóng đá hạng tư quốc gia Cộng hòa Síp, sau đó giải bị hủy bỏ và thay thế bởi STOK Elite Division.

## Thể thức thi đấu
Có 14 đội tham gia Giải bóng đá hạng tư quốc gia Cộng hòa Síp 2014–15. Tất cả các đội đều thi đấu 2 trận, một trân sân nhà và một trận sân khách. Đội nhiều điểm nhất sẽ lên ngôi vô địch. Năm đội đầu bảng thăng hạng Giải bóng đá hạng ba quốc gia Cộng hòa Síp 2015–16. Các đội còn lại tham gia STOK Elite Division 2015–16.

### Hệ thống điểm
Các đội bóng nhận 3 điểm cho một trận thắng, 1 điểm cho một trận hòa và 0 điểm cho một trận thua.

## Thay đổi so với mùa giải trước
Các đội thăng hạng Giải bóng đá hạng ba quốc gia Cộng hòa Síp 2014–15
- Enosi Neon Ypsona
- Amathus Ayiou Tychona

Các đội xuống hạng từ Giải bóng đá hạng ba quốc gia Cộng hòa Síp 2013–14
- Spartakos Kitiou
- Adonis Idaliou
- Konstantios & Evripidis Trachoniou2

1Konstantios & Evripidis Trachoniou rút khỏi Giải bóng đá hạng tư quốc gia Cộng hòa Síp 2014–15.
Các đội thăng hạng từ các giải khu vực
- AEN Ayiou Georgiou Vrysoullon-Acheritou
- Kouris Erimis

Các đội xuống hạng các giải khu vực
- OXEN Peristeronas
- Kissos Kissonergas

Ghi chú:
- Trước khi mùa giải khởi tranh, Enosi Neon Ypsona và Digenis Akritas Ypsona hợp nhất lại thành ENY-Digenis Ypsona, thay thế vị trí của Enosi Neon Ypsona trong Giải bóng đá hạng ba quốc gia Cộng hòa Síp.[2]
- Omonia Oroklinis đổi tên thành Alki Oroklini.[3]

## Sân vận động và địa điểm
| Câu lạc bộ                              | Địa điểm                                     |
| --------------------------------------- | -------------------------------------------- |
| Adonis Idaliou                          | Adonis Idaliou Stadium                       |
| AEN Ayiou Georgiou Vrysoullon-Acheritou | Olympos Acheritou Stadium                    |
| Alki Oroklini                           | Oroklini Municipal Stadium                   |
| ASPIS Pylas                             | Pyla Municipal Stadium                       |
| Elpida Astromeriti                      | Akaki Municipal Stadium                      |
| Enosis Kokkinotrimithia                 | Kokkinotrimithia Municipal Stadium           |
| Iraklis Gerolakkou                      | Kykkos Stadium                               |
| Kouris Erimis                           | Erimi Municipal Stadium                      |
| Livadiakos/Salamina Livadion            | Ayia Pasaskevi Livadion Municipality Stadium |
| Lenas Limassol                          | Trachoni Municipal Stadium                   |
| Olympias Lympion                        | Olympias Lympion Stadium                     |
| P.O. Xylotymvou                         | Xylotympou Municipal Stadium                 |
| Spartakos Kitiou                        | Kiti Municipal Stadium                       |
| Frenaros FC                             | Frenaros Municipal Stadium                   |

## Bảng xếp hạng
| Vị thứ | Đội                          | St. | T. | H. | B. | BT. | BB. | HS. | Đ. | Ghi chú                                                                 | Thành tích đối đầu |
| ------ | ---------------------------- | --- | -- | -- | -- | --- | --- | --- | -- | ----------------------------------------------------------------------- | ------------------ |
| 1      | Alki Oroklini                | 26  | 20 | 3  | 3  | 64  | 17  | 47  | 63 | Vô địch-Thăng hạng Giải bóng đá hạng ba quốc gia Cộng hòa Síp 2015–16.. |                    |
| 2      | P.O. Xylotymvou              | 26  | 17 | 4  | 5  | 63  | 21  | 42  | 55 | Thăng hạng Giải bóng đá hạng ba quốc gia Cộng hòa Síp 2015–16.          |                    |
| 3      | Iraklis Gerolakkou           | 26  | 16 | 1  | 9  | 50  | 31  | 19  | 49 | Thăng hạng Giải bóng đá hạng ba quốc gia Cộng hòa Síp 2015–16.          |                    |
| 4      | Olympias Lympion             | 26  | 13 | 7  | 6  | 40  | 21  | 19  | 46 | Thăng hạng Giải bóng đá hạng ba quốc gia Cộng hòa Síp 2015–16.          |                    |
| 5      | Kouris Erimis                | 26  | 13 | 6  | 7  | 43  | 31  | 12  | 45 | Thăng hạng Giải bóng đá hạng ba quốc gia Cộng hòa Síp 2015–16.          |                    |
| 6      | AEN Ayiou Georgiou           | 26  | 12 | 7  | 7  | 36  | 36  | 0   | 43 | STOK Elite Division.                                                    |                    |
| 7      | Livadiakos/Salamina Livadion | 26  | 11 | 5  | 10 | 45  | 32  | 13  | 38 | STOK Elite Division.                                                    |                    |
| 8      | Adonis Idaliou               | 26  | 11 | 3  | 12 | 42  | 53  | -11 | 36 | STOK Elite Division.                                                    |                    |
| 9      | ASPIS Pylas                  | 26  | 8  | 7  | 11 | 35  | 38  | -3  | 31 | STOK Elite Division.                                                    | ASPIS 4p Elpida 1p |
| 10     | Elpida Astromeriti           | 26  | 9  | 4  | 13 | 40  | 40  | 0   | 31 | STOK Elite Division.                                                    | ASPIS 4p Elpida 1p |
| 11     | Lenas Limassol               | 26  | 9  | 3  | 14 | 35  | 51  | -16 | 30 | STOK Elite Division.                                                    |                    |
| 12     | Frenaros FC                  | 26  | 7  | 3  | 16 | 35  | 61  | -26 | 24 | STOK Elite Division.                                                    |                    |
| 13     | Spartakos Kitiou             | 26  | 6  | 2  | 18 | 27  | 73  | -46 | 20 | STOK Elite Division.                                                    |                    |
| 14     | Enosis Kokkinotrimithia      | 26  | 1  | 3  | 22 | 19  | 69  | -50 | 6  | STOK Elite Division.                                                    |                    |

Hệ thống điểm: Thắng=3 điểm, Hòa=1 điểm, Thua=0 điểm
Quy tắc xếp hạng: 1) Điểm; 2) Điểm thành tích đối đầu; 3) Hiệu số đối đầu; 4) Bàn thắng sân khách đối đầu; 5) Hiệu số; 6) Số bàn thắng

Nguồn: League standings at CFA

## Kết quả
| ↓Home / Away→ | DNA | AEN | ALK | ASP | ELP | ENK | IRK | KRE | LSL | LNS | POX | OLL | SPR | FRN |
| ------------- | --- | --- | --- | --- | --- | --- | --- | --- | --- | --- | --- | --- | --- | --- |
| Adonis        |     | 3-1 | 1-3 | 1-6 | 3-1 | 0-5 | 0-2 | 3-0 | 2-1 | 5-1 | 2-0 | 1-1 | 2-3 | 1-2 |
| AEN           | 3-1 |     | 1-3 | 2-2 | 2-1 | 2-0 | 3-0 | 0-0 | 0-0 | 2-1 | 0-0 | 1-3 | 1-0 | 3-2 |
| Alki          | 4-1 | 4-0 |     | 1-0 | 3-1 | 6-0 | 2-0 | 2-2 | 1-0 | 4-1 | 0-0 | 0-1 | 4-1 | 6-1 |
| ASPIS         | 0-1 | 1-1 | 0-1 |     | 2-1 | 4-2 | 1-3 | 1-1 | 0-2 | 2-0 | 0-3 | 1-0 | 4-1 | 3-1 |
| Elpida        | 6-0 | 0-2 | 0-2 | 2-2 |     | 6-0 | 0-2 | 0-1 | 1-4 | 4-1 | 2-0 | 1-1 | 2-3 | 4-0 |
| Enosis        | 1-1 | 3-4 | 0-2 | 1-2 | 0-1 |     | 1-2 | 0-1 | 0-4 | 2-3 | 0-2 | 0-1 | 1-1 | 0-1 |
| Iraklis       | 2-1 | 2-0 | 2-1 | 4-0 | 4-1 | 6-0 |     | 0-1 | 1-1 | 0-2 | 3-1 | 1-2 | 6-1 | 3-2 |
| Kouris        | 1-2 | 0-0 | 2-1 | 1-0 | 5-1 | 2-1 | 0-2 |     | 4-2 | 0-1 | 1-3 | 1-1 | 4-1 | 4-2 |
| Livadiakos    | 1-3 | 2-2 | 1-2 | 1-0 | 1-0 | 1-1 | 1-0 | 3-1 |     | 1-1 | 0-1 | 2-1 | 6-2 | 6-1 |
| Lenas         | 3-4 | 0-1 | 1-4 | 2-1 | 1-2 | 5-0 | 2-0 | 0-3 | 1-0 |     | 0-3 | 1-1 | 2-0 | 2-1 |
| POX           | 4-1 | 5-2 | 1-1 | 3-0 | 0-0 | 6-0 | 4-0 | 3-1 | 1-0 | 7-2 |     | 2-1 | 7-0 | 4-0 |
| Olympias      | 0-0 | 2-0 | 0-2 | 0-0 | 0-1 | 2-0 | 1-3 | 0-0 | 2-1 | 2-1 | 3-0 |     | 4-0 | 4-1 |
| Spartakos     | 1-0 | 1-2 | 0-2 | 2-2 | 0-1 | 2-0 | 1-2 | 2-6 | 0-3 | 1-0 | 0-3 | 0-3 |     | 3-1 |
| Frenaros FC   | 1-3 | 0-1 | 0-3 | 1-1 | 1-1 | 2-1 | 2-0 | 0-1 | 4-1 | 1-1 | 2-0 | 1-4 | 5-1 |     |

Nguồn: Results at CFA